# خوان باوتيستا ألونسو
خوان باوتيستا ألونسو ‏ (14 سبتمبر 1801 - 5 ديسمبر 1879 في مدريد) محام، وسياسي من إسبانيا.